# Telex (communicatie)

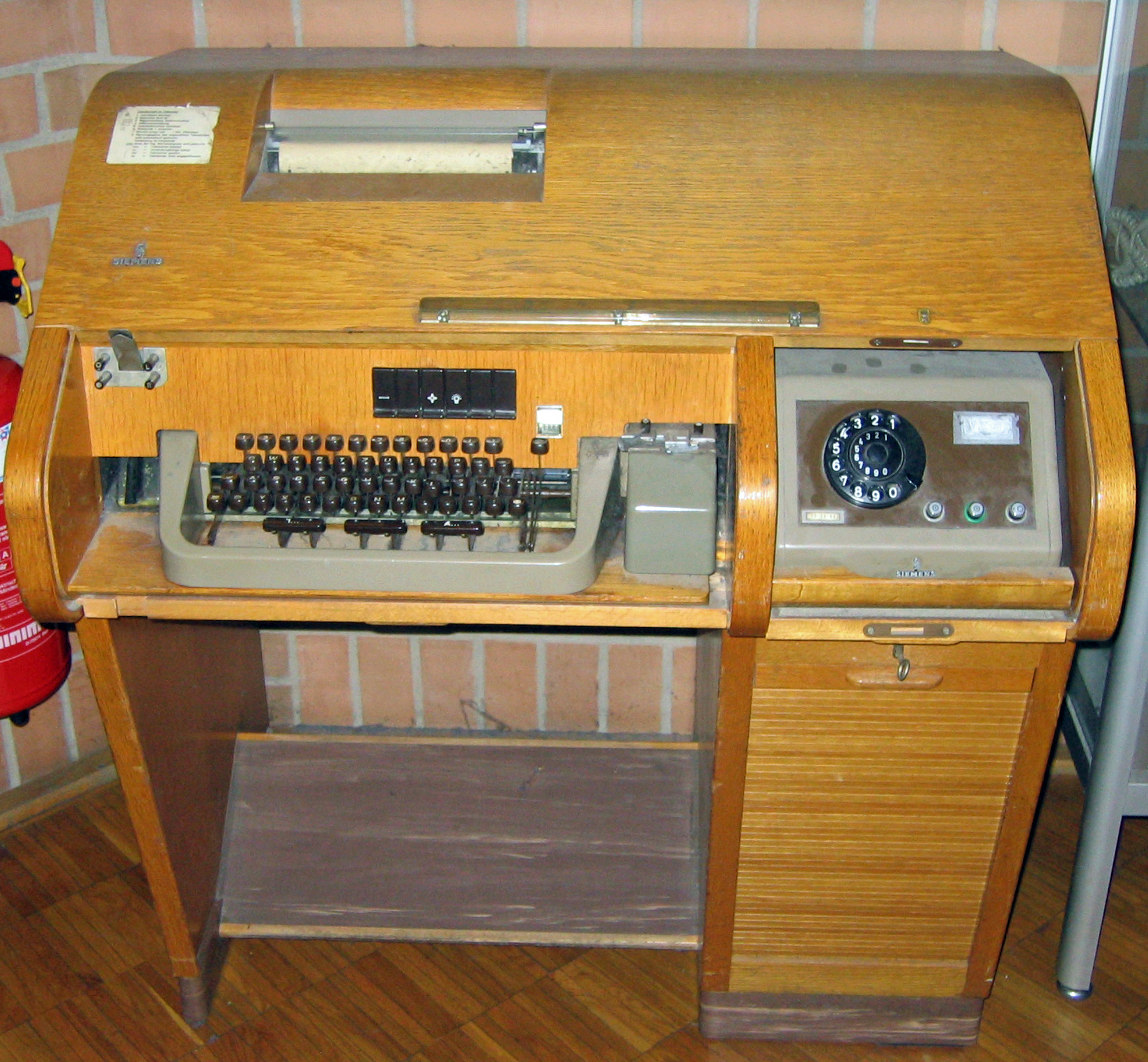
Historisch telexapparaat

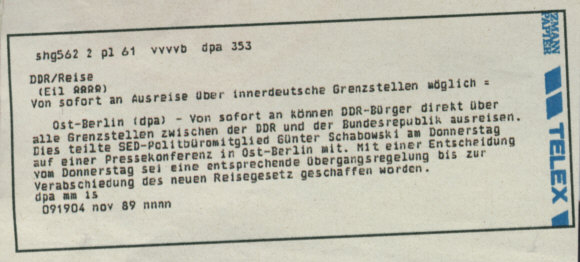
Een telexbericht

Telex (of verreschrift; Engelse afkorting van Teleprinter exchange) was een manier om op elektrische wijze brieven of berichten te versturen of schriftelijk te communiceren.
De telex ontstond in de jaren twintig en was een manier om teksten af te drukken op een schrijfmachine op afstand. Een telexapparaat bestond uit een schrijfmachine met een toetsenbord, die zowel geschikt waren om een bericht te ontvangen, door het uit te schrijven, als te verzenden, door het te typen. Daarbij konden de uitgewisselde berichten op ponsband worden vastgelegd.

## Geschiedenis
De al sinds 1867 bestaande stock ticker kon alleen beurskoersen en dergelijke ontvangen en afdrukken op een strook papier, maar dit was uitsluitend eenrichtingsverkeer.
De telex lag mede aan de basis van de economische internationalisering van de laatste decennia. Vanaf de jaren tachtig heeft de telex concurrentie gekregen van de fax, die inmiddels ook al door de opkomst van e-mail achterhaald is. Wetgeving met betrekking tot de geldigheid van documenten speelt hierin onder andere een rol. De telex hield nog enige tijd stand naast de fax, omdat hiermee verstuurde berichten rechtsgeldig waren en de met fax verstuurde berichten toen nog niet. Toen de rechter faxberichten erkende als rechtsgeldig, werd de telex definitief overbodig.
In Nederland werd de telex in 1933 geïntroduceerd. In 1942 werd er een rapport geschreven bij PTT door ir. van Lommel en dr.ir. R.M.M. Oberman over de integratie van het telegrafie- en het telexnetwerk. Die waren tot die tijd nog gescheiden netwerken, maar wel met vergelijkbare doelgroepen. Dat is na de oorlog vorm gegeven en werd het één geïntegreerd berichtcommunicatie netwerk. De belangrijkste factoren waren dat één netwerk goedkoper was dan twee, daarnaast was de functionaliteit van het door hen beoogde telex netwerk gericht op eindgebruikers en niet op alleen maar post- en telegraafkantoren. De functionaliteit ging ook veel verder: het opzetten van volledige automatisch eind tot eind tekstberichtenverkeer. Voor de Nederlandse overheid werd bij het Apparatuur laboratorium van PTT (DNL) door Oberman de Colex en de Ecolex vercijfersystemen ontwikkeld.
De KPN (een opvolger van de PTT) is op 9 februari 2007 na 74 jaar gestopt met het mogelijk maken van telexverkeer. Er waren toen nog ongeveer 200 gebruikers.

## Codering
De telex is een digitale vorm van communicatie die op de Baudotcode is gebaseerd, genoemd naar Émile Baudot. Op deze code bestaan vele varianten, waarvan de Murraycode de bekendste is. De originele Baudotcode was geoptimaliseerd voor het coderen met behulp van een toetsenbord: de meest gebruikte letters vergden de gemakkelijkste vingerbewegingen. De Murraycode is geoptimaliseerd naar de bandbreedte van een telexverbinding: de meest gebruikte letters veroorzaken de laagste frequentiecomponenten in het signaal op de lijn.
De Baudotcode bestaat uit 5 bits en telt dus 32 verschillende combinaties. Om de 26 letters uit het alfabet en de 10 cijfers af te drukken heeft men dus een probleem, dat opgelost werd door middel van de shift-toets, die we vandaag nog altijd op een toetsenbord kennen. Deze functie liet letterlijk op afstand de wagen van de schrijfmachine optillen, zodat andere en meer karakters, ook leestekens, konden worden afgedrukt.
Andere functies die we nog steeds in de computerwereld kennen zijn de carriage return ("wagenterugloop") en de line feed ("nieuwe regel"). Deze commando's gaven respectievelijk het bevel aan de andere schrijfmachine om de wagen terug te voeren naar het begin van de regel, om bijgevolg opnieuw aan de kantlijn te schrijven en om de papierrol naar boven te bewegen om een nieuwe regel te beginnen. Deze functies hebben nog steeds een eigen ASCII-code.

## Techniek
Het grote nadeel van de telex is dat er een eigen netwerk van centrales en kabels nodig is. Het kiezen gebeurde via de cijfers op het toetsenbord (onder meer in Nederland) of via een losse kiesschijf. Ruis en dergelijke waren minder hinderlijk dan bij telefoonverbindingen, en ten opzichte van telefonie was al eerder volautomatisch internationaal verkeer mogelijk.